# Острів Блакитних вод
Острів Блакитних вод (араб. جزيرة بلو ووترز, англ. Bluewaters Island) — штучний острів за 500 метрів (1600 футів) від узбережжя Джумейра Біч Резіденс, поблизу Дубай Марина, в Дубай, Об'єднані Арабські Емірати.
Проект був схвалений Мохаммедом ібн Рашидом Аль Мактумом, віце-президентом і прем’єр-міністром ОАЕ і правителем Дубая, і представлений 13 лютого 2013 року. Побудований на намивних територіях  Meraas  Holding, днопоглиблювальні роботи проводила  Van Oord , голландська фірма, відома своєю роботою на Пальмі Джумейра, орієнтовною вартістю 6 мільярдів дирхамів ОАЕ (1,6 мільярда доларів США, включаючи Ain Dubai, раніше Око Дубаю). Спочатку будівництво мало розпочатися у квітні 2013 року, але фактично розпочалося 20 травня 2013 року.
Острів включає розважальні, готельні, житлові та торгові зони, і, за прогнозами, щорічно приваблюватиме понад три мільйони відвідувачів.
На острові є два п'ятизіркові готелі з прямим виходом на пляж. Острів Блакитних вод також має близько 200 точок продажу напоїв, роздрібної торгівлі та їжі на першому рівні житлових будинків і розважальних відділень острова. Загальна кількість житлових будинків на острові становить 10. Кожен з них вважається середньоповерховим і має 15 або менше поверхів.

## Око Дубаю
На острові Блакитних вод буде представлено гігантське колесо огляду заввишки 210 метрів (689 футів) Око Дубаю (раніше Dubai Eye) вартістю 1 мільярд дирхамів (270 мільйонів доларів). Після завершення воно буде на 42,5 м (139 футів) вищим за найвище колесо огляду в даний час, 167,6 м (550 футів) Гай Роллер, яке було відкрито в Лас-Вегасі в березні 2014 року, і 19,5 м (64 фути) вище, ніж 190,5 м (625 футів) Нью-Йорк Колесо, запланований на Стейтен-Айленд.
Проектування та будівництво здійснюються компаніями Hyundai Contracting та Starneth Engineering. Будівництво розпочалося у травні 2015 року.
Колесо зможе перевозити до 1400 пасажирів у своїх 48 капсулах, а також відкриватиме вид на Дубай-Маріна та такі пам'ятки, як Бурдж-ель-Араб, Пальма Джумейра та Бурдж-Халіфа. Його база буде служити зоною розваг, а 80-метровий (260 футів) світлодіодний екран буде встановлений на колесі, створюючи електронну платформу для мовлення, реклами та іншої інформації. Перша пасажирська капсула була встановлена 21 серпня 2020 року.